# Chelsie Rae
Chelsie Rae (Riverside, California; 28 de septiembre de 1984) es una actriz pornográfica y directora retirada estadounidense.

## Biografía
Chelsea Rae, cuyo nombre de nacimiento es Tara Rae Anderson, nació en Riverside, una ciudad ubicada en el área metropolitana del Inland Empire, en el Sur de California. Tiene ascendencia irlandesa, noruega, española y nativa americana.
Comenzó como actriz porno en 2005, a los 21 años de edad, siendo una de sus primeras cartas de presentación la película Black Dicks in White Chicks 12. Rae se ha especializado en escenas de sexo anal e interracial. Destaca por su actuación en la película, que lleva su nombre, Violation of Chelsie Rae, donde tiene varias orgías lésbicas.
En 2007 rodó su única película como directora: I Love Black Dick 3.
En 2008 ganó en los Premios AVN el galardón a la Mejor escena de sexo anal por The Craving, junto a Tyler Knight. Ese mismo año, y dos veces más en 2009, estuvo nominada por la Mejor escena escandalosa de sexo.
En 2014 decidió retirarse, apareciendo en algo más de 410 películas como actriz y grabar una como directora.

## Premios y nominaciones
| Año  | Ceremonia   | Resultado | Premio                           | Trabajo             |
| ---- | ----------- | --------- | -------------------------------- | ------------------- |
| 2008 | Premios AVN | Ganadora  | Mejor escena de sexo anal        | The Craving         |
| 2008 | Premios AVN | Nominada  | Mejor escena escandalosa de sexo | Sperm Receptacles 2 |
| 2009 | Premios AVN | Nominada  | Mejor escena escandalosa de sexo | American Gokkun 5   |
| 2009 | Premios AVN | Nominada  | Mejor escena escandalosa de sexo | Milk Nymphos 2      |